# 양자 우주론
양자 우주론(영어: Quantum cosmology)은 우주의 양자 이론을 발전시키려는 이론물리학의 시도이다. 이 접근 방식은 고전 물리 우주론의 미해결 문제, 특히 우주의 첫 번째 단계와 관련된 질문에 답하려고 시도한다.
고전 우주론은 빅뱅에 접근하지 않는 한 우주의 진화를 아주 잘 설명하는 일반 상대성이론을 기반으로 한다. 일반 상대성이론이 공간과 시간의 최종 이론에 요구되어야 하는 것을 제공하지 못하는 것은 중력 특이점과 플랑크 시간이다. 따라서 일반 상대성이론과 양자 이론을 통합한 이론이 필요하다. 이러한 접근 방식은 루프 양자 우주론, 루프 양자중력, 끈 이론 및 인과 집합 이론 등을 통해 시도된다.
양자 우주론에서는 우주를 고전적 시공간이 아닌 파동 함수로 취급한다.

## 같이 보기
- 끈 우주론
- 루프 양자 우주론
- 루프 양자중력
- 암흑 에너지
- 모든 것의 이론

## 참고 문헌
- Bojowald, Martin (2011). 《Quantum Cosmology. A Fundamental Description of the Universe》. Lecture Notes in Physics 835. Springer. ISBN 978-1-4419-8276-6.